# Mbala (Zambie)
Pour les articles homonymes, voir Mbala.

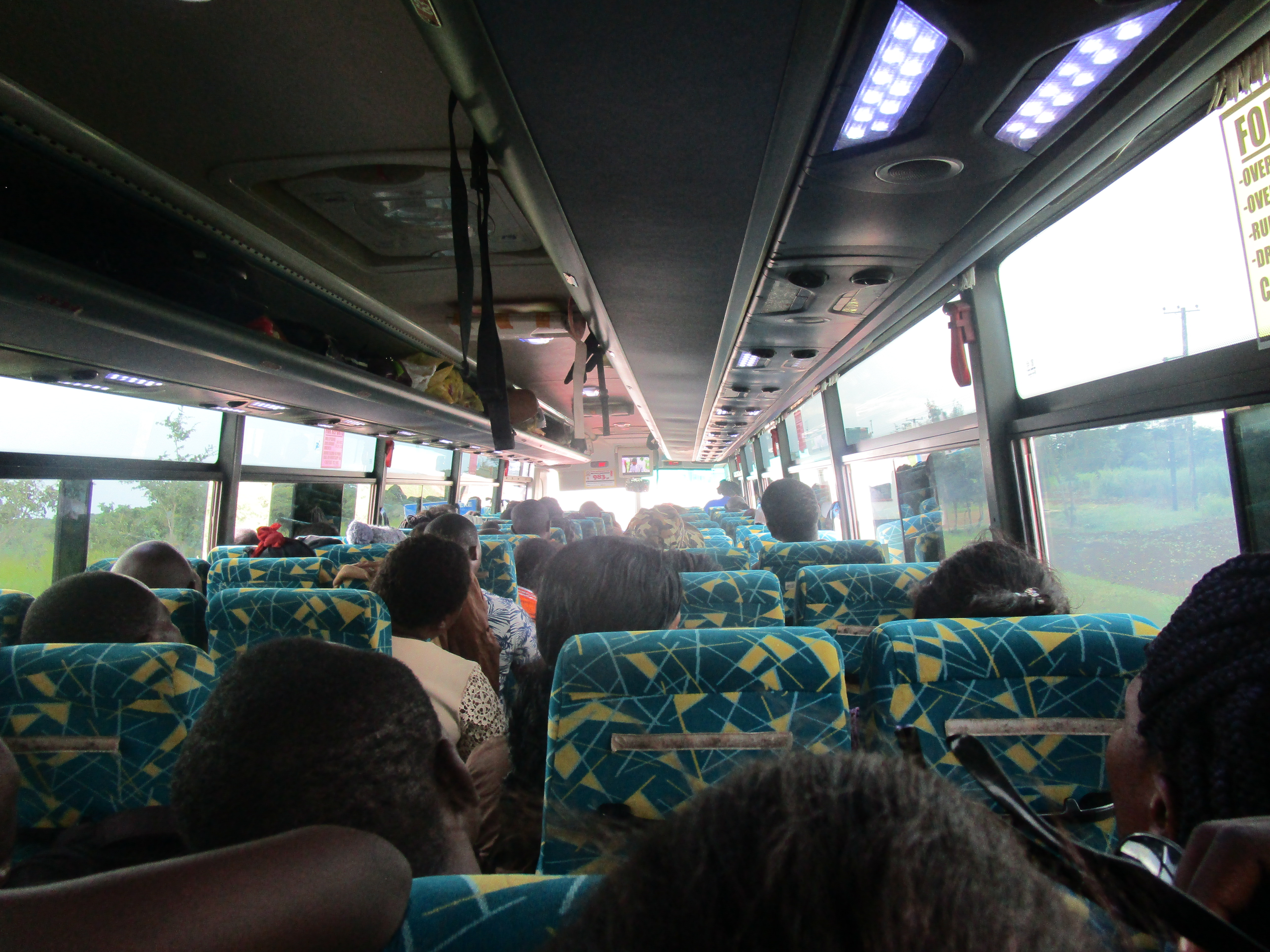
Bus reliant Mbala à Lusaka.

Mbala (anciennement Abercorn) est une ville du nord de la Zambie, située dans la province Septentrionale, à proximité de la frontière avec la Tanzanie et du lac Tanganyika. Sa population s'élève à 117 823 habitants en 2010.
Elle abrite le Moto Moto Museum, un musée consacré à la culture Bemba.